# Cedar Rapids, Iowa
Cedar Rapids är en stad (city) i Linn County i den amerikanska delstaten Iowa med en yta av 166,8 km² och en befolkning, som uppgår till cirka 135 000 invånare (2024). Av befolkningen lever cirka 7 procent under fattigdomsgränsen. 
Staden är belägen i den östra delen av delstaten cirka 120 km väster om gränsen till Wisconsin och Illinois och cirka 180 km nordost om huvudstaden Des Moines.
I Cedar Rapids finns ett stort antal större och mindre industriföretag.

## Översvämningen 2008
Under översvämningen 2008 nådde vattnet i Cedar River en rekordhöjd på 31,12 fot (9,49 m) den 13 juni, det föregående rekordet var 20 fot (6,1 m).  1126 stadsblock översvämmades och mer än 26 kvm stod under vatten. 561 stadsblock skadades allvarligt på båda stränderna av Cedar River, det omfattande 14% av stadens totala yta. Totalt 7 749 översvämmade fastigheter måste evakueras, inklusive 5 900 bostäder och 310 stadsanläggningar, bland annat Stadshuset, Central Fire Station, Main Public Library,  Ground Transportation Center,  Public Works-byggnaden och Animal Control byggnaden. Det beräknas att minst 1300 fastigheter i Cedar Rapids området måste rivas på grund av översvämningen. Mer än 4000 man i  Iowa National Guard aktiverades för att bistå staden.  

## Kända personer
- Grant Wood, konstnär.
- Ashton Kutcher, skådespelare, programledare
- William Shirer, journalist, historiker, författare
- Carl Van Vechten, författare och fotograf
- Elijah Wood, skådespelare
- Ron Livingston Skådespelare

## Galleri

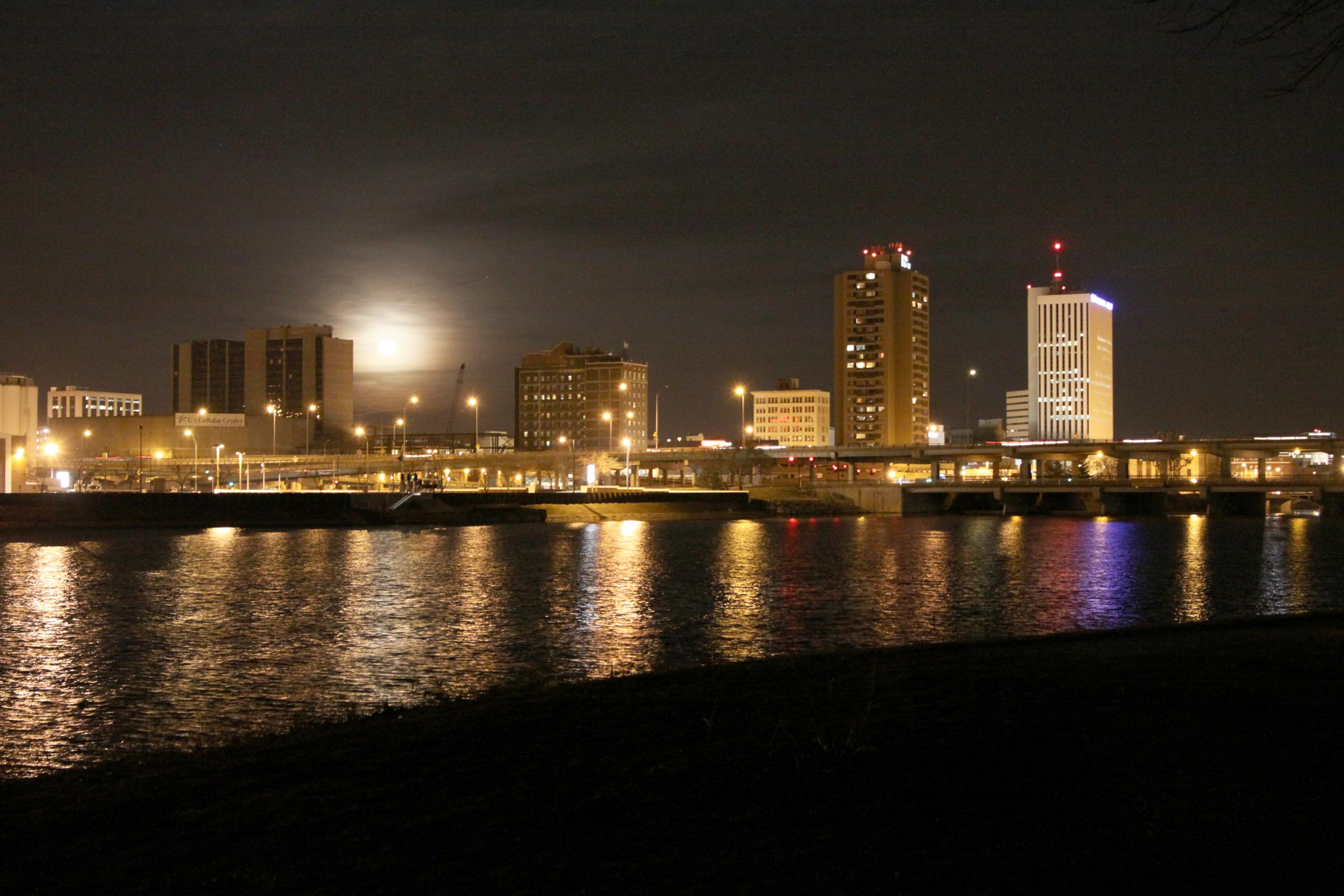
Downtown Cedar Rapids vid Cedar floden
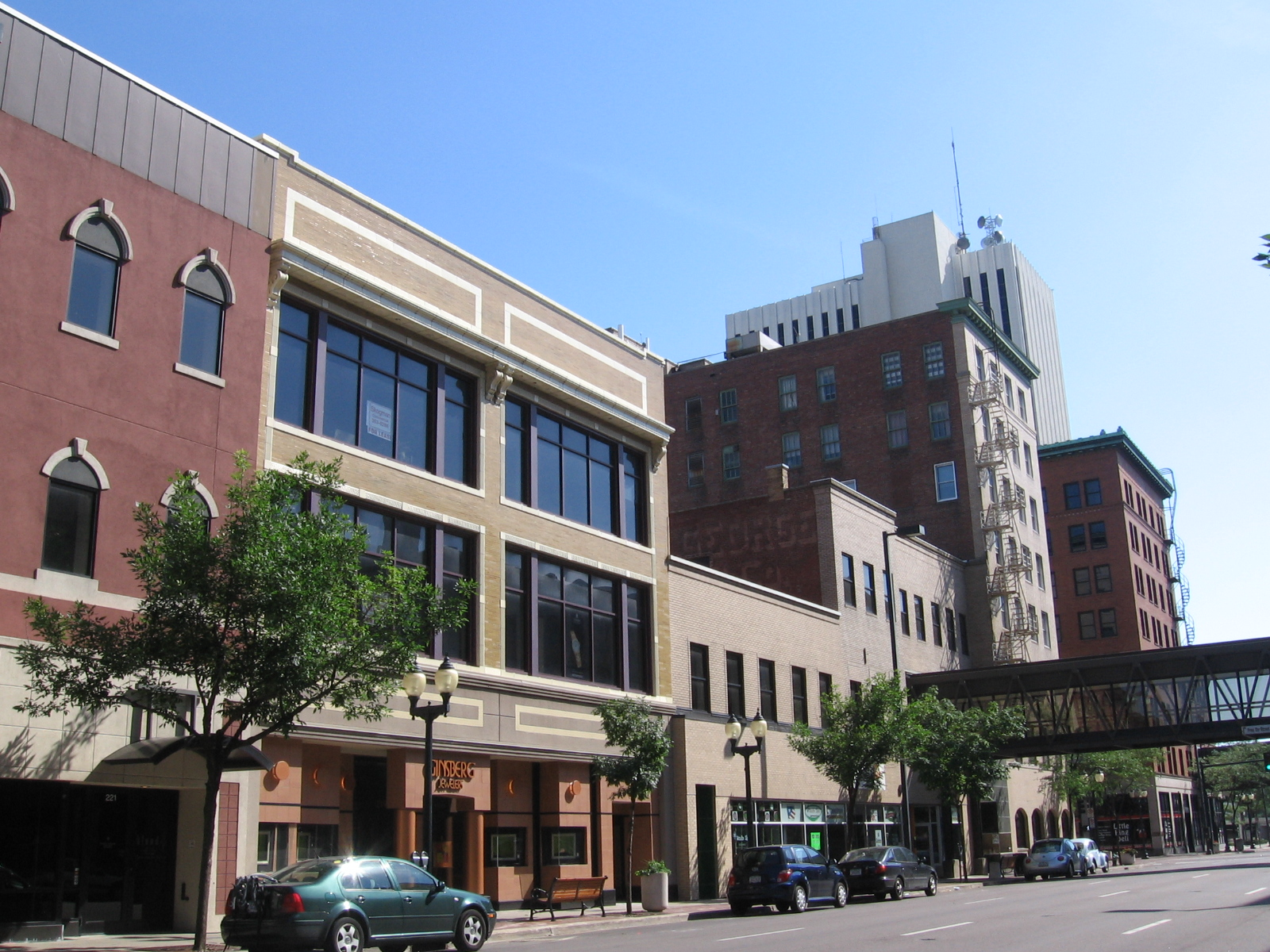
Second Avenue i centrala Cedar Rapids.
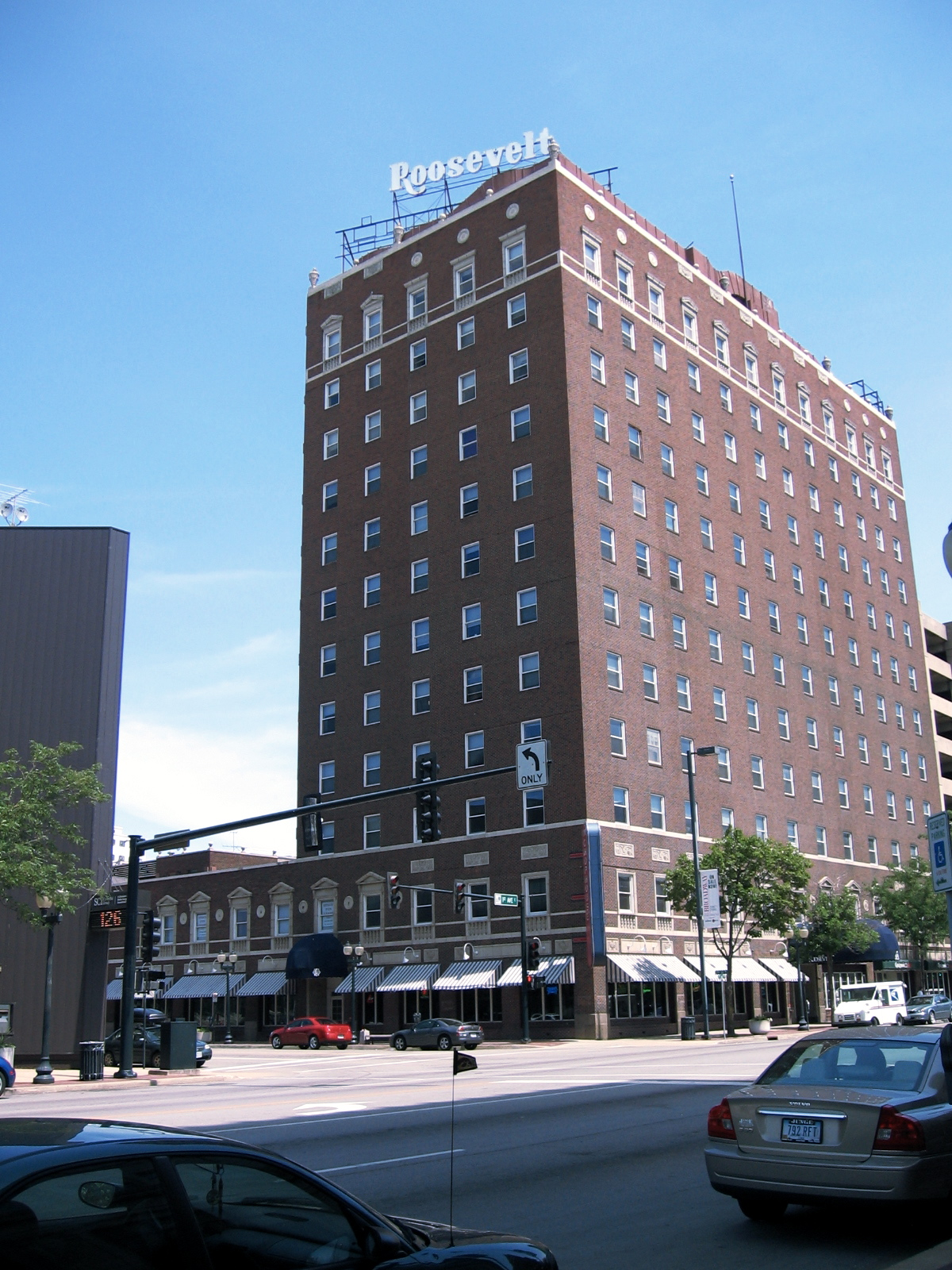
Hotel Roosevelt från 1927. på listan i National Register of Historic Places.
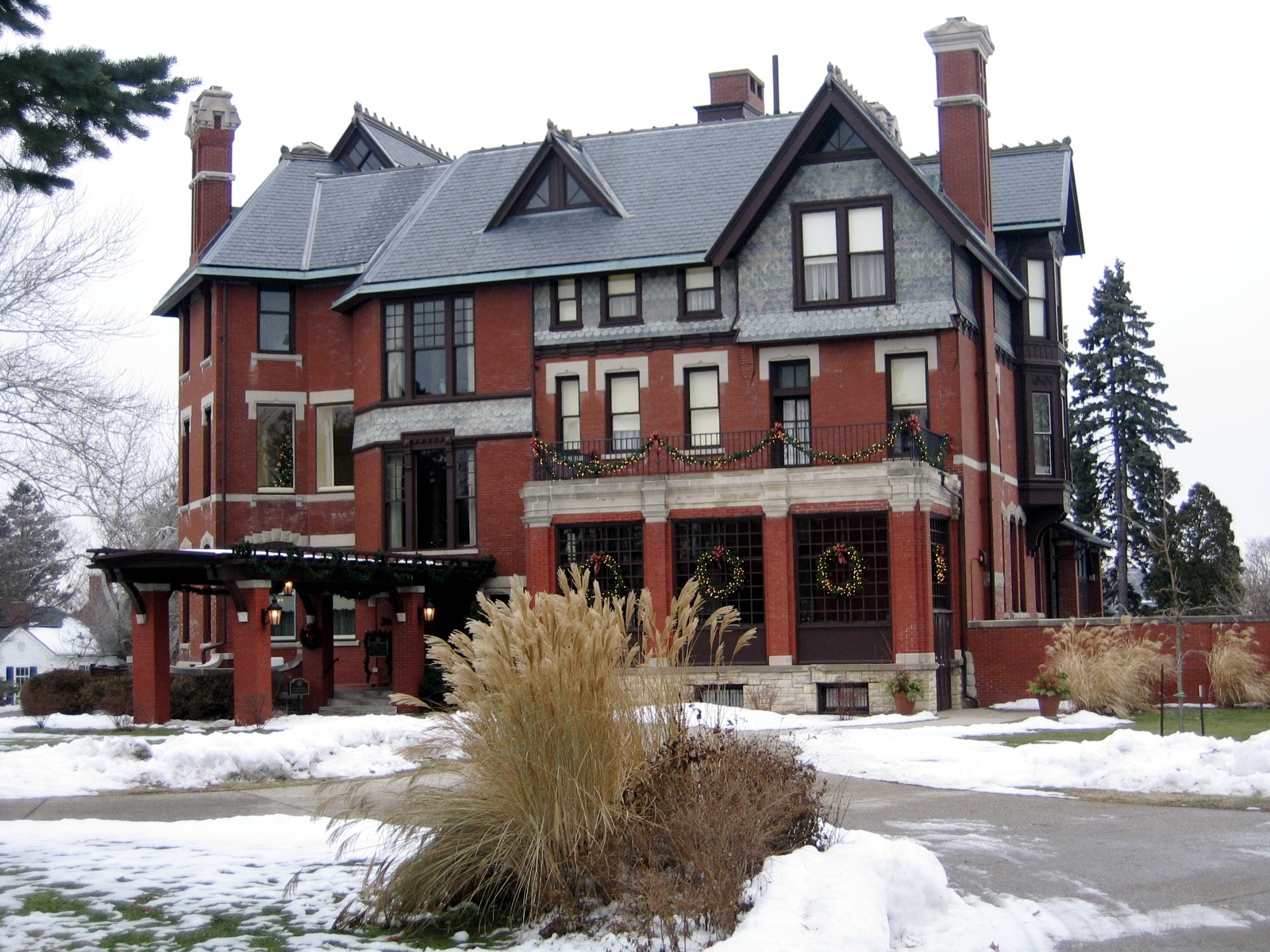
Brucemore house. National Trust Historic Site.
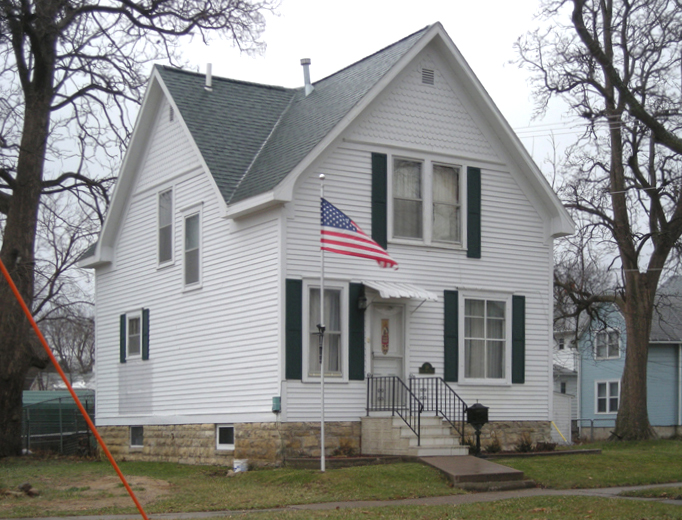
Grant Woods barndomshem i Cedar Rapids.
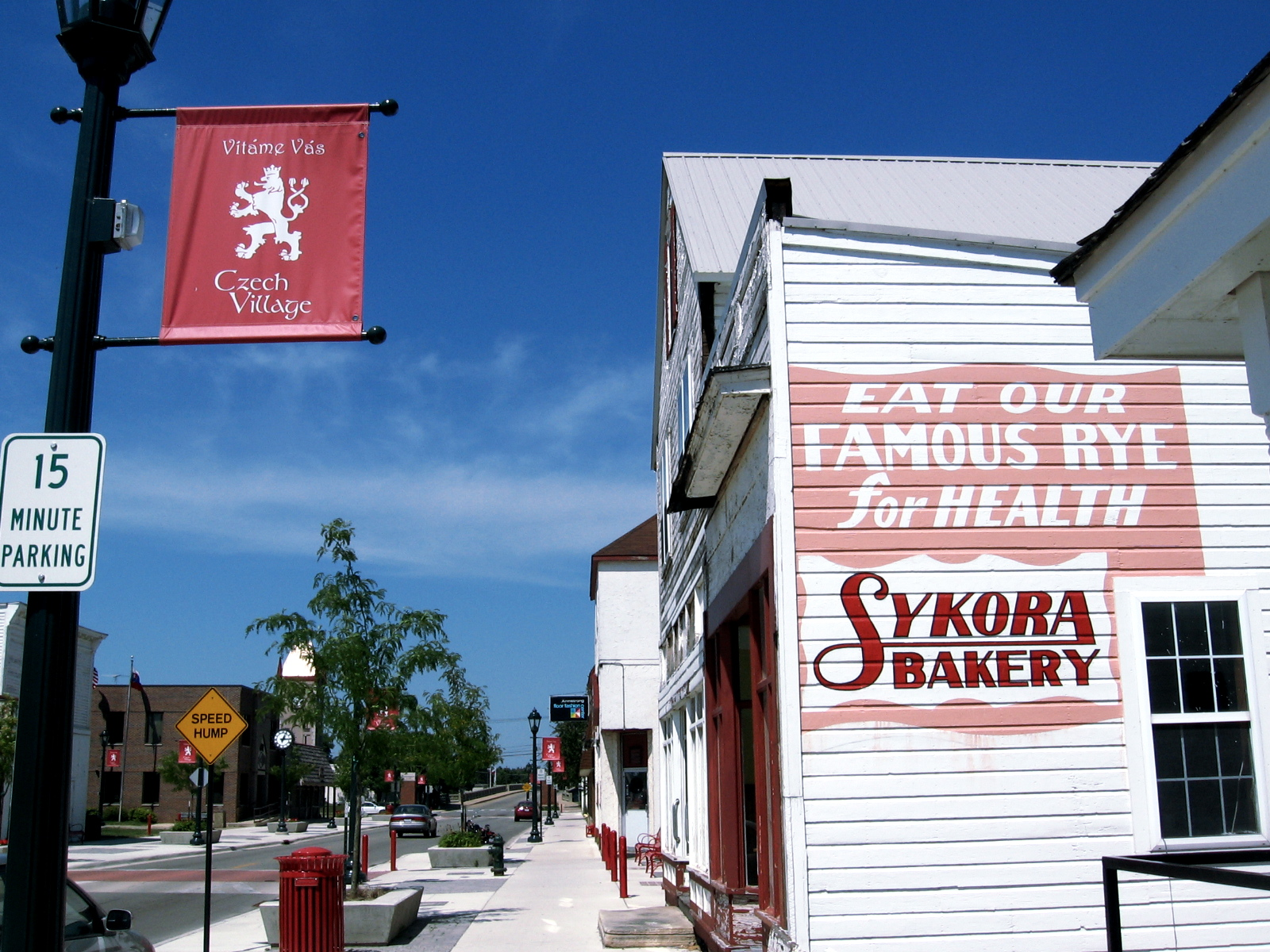
Czech Village är hjärtat i stadens tjeckiska arv.
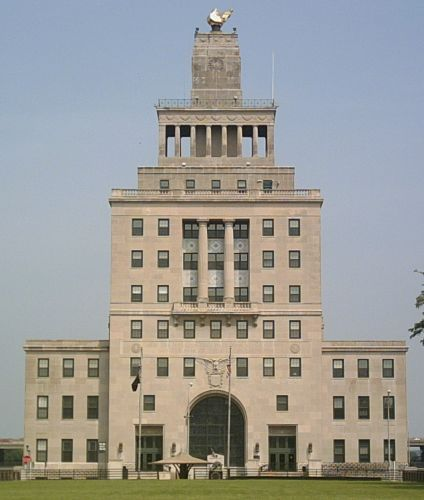
Veterans Memorial Building, var Cedar Rapids stadshus fram till översvämningen  2008.
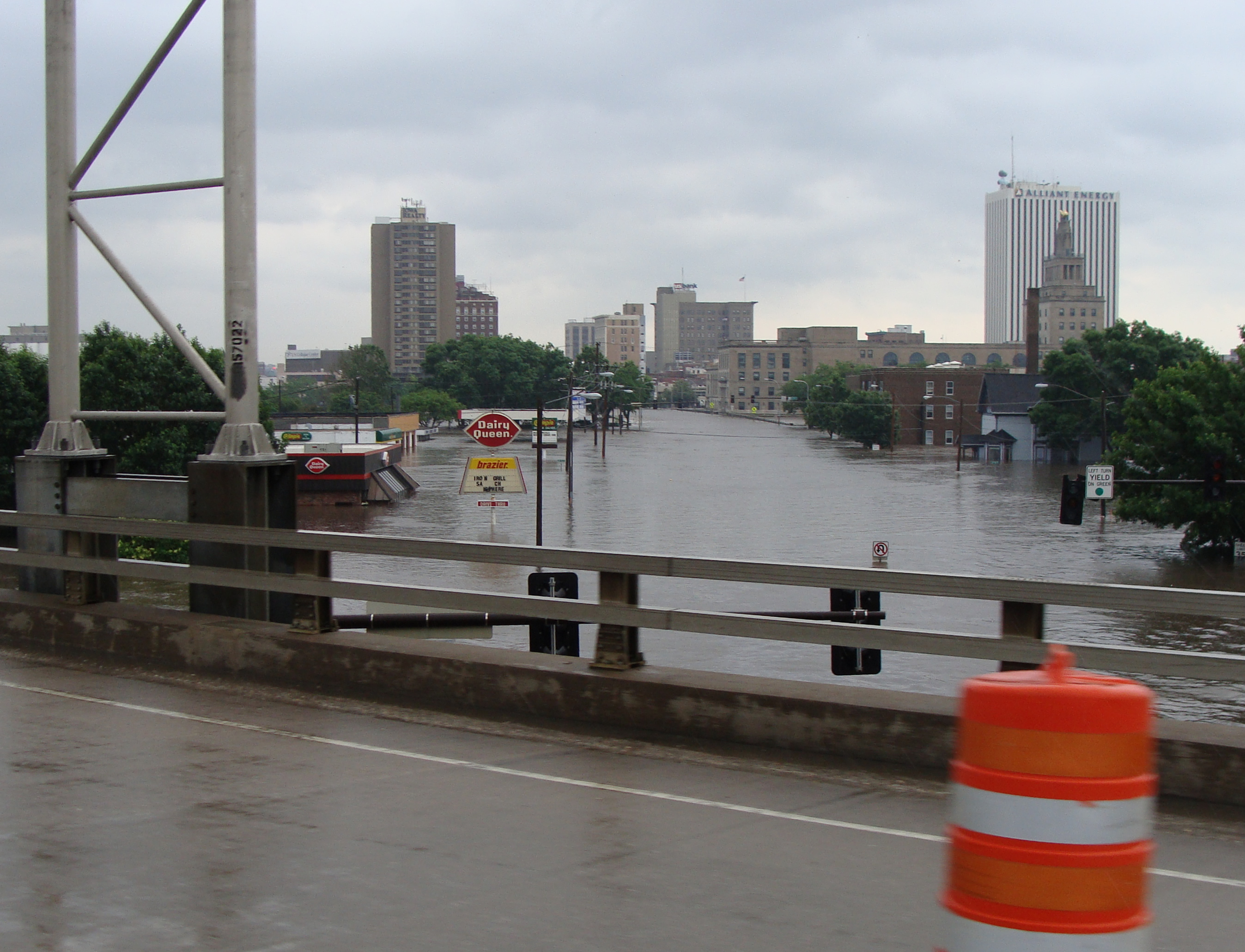
De översvämmade affärsdistriktet 12 juni 2008.